# Sortes
Sortes é uma povoação portuguesa sede da Freguesia de Sortes do Município de Bragança, freguesia com 21,3 km² de área e 262 habitantes (censo de 2021), tendo, por isso, uma densidade populacional de 12,3 hab./km².
Na freguesia está a sede da empresa Sortegel.

## Demografia
A população registada nos censos foi:
| Distribuição da População por Grupos Etários | Distribuição da População por Grupos Etários | Distribuição da População por Grupos Etários | Distribuição da População por Grupos Etários | Distribuição da População por Grupos Etários |
| -------------------------------------------- | -------------------------------------------- | -------------------------------------------- | -------------------------------------------- | -------------------------------------------- |
| Ano                                          | 0-14 Anos                                    | 15-24 Anos                                   | 25-64 Anos                                   | > 65 Anos                                    |
| 2001                                         | 50                                           | 35                                           | 148                                          | 87                                           |
| 2011                                         | 28                                           | 28                                           | 134                                          | 106                                          |
| 2021                                         | 22                                           | 20                                           | 125                                          | 95                                           |